# José Antonio Patlán
José Antonio Patlán (* 12. Januar 1983 in Irapuato, Guanajuato) ist ein ehemaliger mexikanischer Fußballspieler auf der Position des Verteidigers.

## Leben
Aus dem Nachwuchs des Club Deportivo Guadalajara hervorgegangen, begann Patlán seine Profikarriere in der Saison 2003/04 und wirkte bei dessen in der zweiten Liga spielenden Farmteam Club Deportivo Tapatío. Dieses spielte in der folgenden Saison 2004/05 unter der Bezeichnung Chivas La Piedad in La Piedad und in der Saison 2005/06 als Chivas Coras in Tepic. Patlán war ein fester Begleiter dieser Mannschaft und kam – gemeinsam mit seiner Mannschaft, die mit Beginn der Saison 2006/07 wieder unter ihrem ursprünglichen Namen antrat – im Sommer 2006 nach Guadalajara zurück, wo er zum Kader der Meistermannschaft gehörte, die das Torneo Apertura 2006 gewann.
Obwohl noch immer bei Guadalajara unter Vertrag stehend, stand Patlán zuletzt in der Saison 2007/08 im Aufgebot der ersten Mannschaft. Seither war er auf Leihbasis für verschiedene Vereine im Einsatz und seit Anfang 2009 ausschließlich in der zweiten Liga. Zuletzt war er in der Saison 2010/11 für den Erstligaabsteiger Club de Fútbol Indios tätig.

## Erfolge
- Mexikanischer Meister: Ape 2006